# Kevin Moore (rugby à XIII)

a Compétitions nationales et continentales officielles uniquement.

Kevin Moore , né le 30 novembre 1965 à Lakemba (Australie), est un joueur et entraîneur australien de rugby à XIII.
En tant que joueur, il joue au poste de demi de mêlée et tente très jeune un exil en Angleterre en jouant pour Halifax. Il revient ensuite en Australie et s'engage dde 1989 à 1994 à Canterbury. Il voit ses coéquipiers en finale du Championnat de Nouvelle-Galles du Sud en 1994 qu'il ne dispute pas.
Il devient ensuite entraîneur. En 2009, il prend en main le club de Canterbury et est nommé dès sa première saison meilleur entraîneur de la National Rugby League malgré une élimination en demi-finale. Les deux saisons suivantes sont décevantes et il finit par être limogé.

## Palmarès

### En tant que joueur
- Collectif :
  - Finaliste du Championnat de Nouvelle-Galles du Sud : 1994 (Canterbury).

### En tant qu'entraîneur
- Individuel :
  - Nommé meilleur entraîneur de la National Rugby League : 2009 (Canterbury-Bankstown).